# Place Robert-Antelme
Pour les articles homonymes, voir Robert Antelme et Antelme.
La place Robert-Antelme est une voie du 13e arrondissement de Paris, en France.

## Situation et accès
La place Robert-Antelme est située dans le 13e arrondissement de Paris, au sud de la bibliothèque François-Mitterrand. Elle est située au niveau du 82, avenue de France, à l'intersection avec la rue des Grands-Moulins.
C'est une place rectangulaire d'environ 30 m sur 10, totalement piétonne. Elle est bordée sur son côté ouest par l'avenue de France, au sud par la rue des Grands-Moulins, au nord par des immeubles de bureaux et à l'est par un jardin public.
Ce site est directement desservi par la ligne C du RER à la gare de la Bibliothèque François-Mitterrand et à proximité par la ligne 14 do métro de Paris à la station Bibliothèque François-Mitterrand.

## Origine du nom
Elle porte le nom du poète et résistant français Robert Antelme (1917-1990), époux de Marguerite Duras, laquelle est honorée d’une rue à son nom à quelques pas de là.

## Historique
Cette place, créée dans les années 2000 sous le nom de « voie EU/13 » lors de l'aménagement de la ZAC Paris-Rive-Gauche, porte depuis le 25 octobre 2005 le nom de « place Robert-Antelme ». 

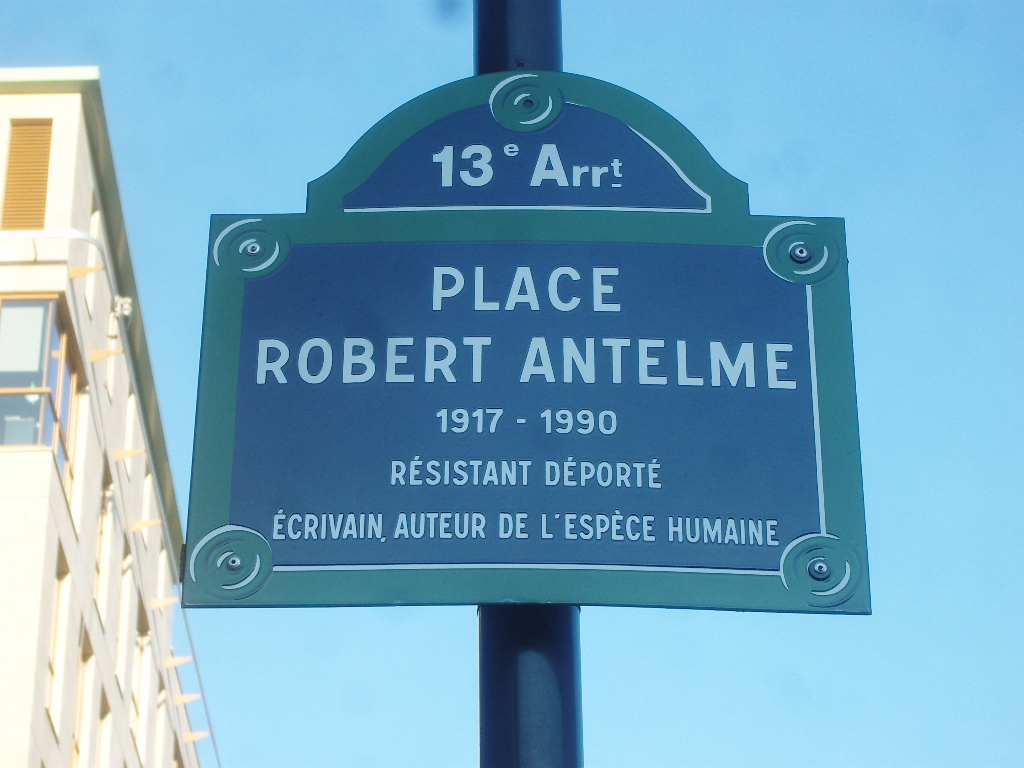
Plaque de rue de la place Robert-Antelme.

## Bâtiments remarquables et lieux de mémoire
La place Robert-Antelme comporte les édifices remarquables suivants :
- sur la place, l'Hommage à Charlie Parker, une installation d'Alain Kirili constituée de cinq blocs de pierre de Bourgogne rose disposés en cercle ;
- à l'est, accès au jardin de l'Avenue-de-France, l'un des trois espaces verts des jardins des Grands-Moulins - Abbé-Pierre.